# Canton de Scaër
Le canton de Scaër est une ancienne division administrative française, située dans le département du Finistère et la région Bretagne.

## Composition
Le canton de Scaër regroupait les communes suivantes :
| Nom               | Code Insee | Codepostal | Superficie (km2) | Population (dernière pop. légale) | Densité (hab./km2) |
| ----------------- | ---------- | ---------- | ---------------- | --------------------------------- | ------------------ |
| Scaër (chef-lieu) | 29274      | 29390      | 117,58           | 5 358 (2012)                      | 46                 |
| Querrien          | 29230      | 29310      | 54,01            | 1 731 (2012)                      | 32                 |
| Saint-Thurien     | 29269      | 29380      | 21,41            | 1 011 (2012)                      | 47                 |

## Représentation

### Conseillers généraux de 1833 à 2015
| Période      | Période      | Identité                                                   | Étiquette              | Qualité |
| ------------ | ------------ | ---------------------------------------------------------- | ---------------------- | --- |
| 1833         | 1836         | Guillaume Le Flécher (1791-1864)                           |                        | Cultivateur à Caléouarn Maire de Querrien |
| 1836         | 1842         | Louis Marie Antoine Le Guernalec de Keransquer (1774-1851) |                        | Ancien percepteur, avocat à Scaër |
| 1842         | 1882 (décès) | Francis Monjaret de Kerjégu (gendre du précédent)          | Droite                 | Agriculteur à Scaër, négociant à Brest Député du Finistère (1869-1870) Sénateur du Finistère (1876-1882) Vice-président (1871-1876) puis président du conseil général (1876-1880) |
| 1882         | 1908 (décès) | James Monjaret de Kerjégu (fils du précédent)              | Rép.Mod → Progressiste | Diplomate, propriétaire Député du Finistère (1889-1908) Président du conseil général (1895-1908)                                                                                  |
| 1908         | 1925         | Henri Le Rodallec                                          | Progressiste → Rép.G   | Lieutenant-colonel, ancien commandant du génie Ancien directeur de l'école publique de Scaër                                                                                      |
| 1925         | 1940         | Henri Croissant                                            | Rad.soc.               | Agriculteur à Kergroac'h Maire de Scaër (1920-1941) |
|              |              |                                                            |                        | |
| 1943         | 1945         | Louis-Marie Monfort                                        | URD                    | Cultivateur, propriétaire Ancien député du Finistère (1936-1942) Maire de Scaër (1941-1944) Nommé conseiller départemental en 1943                                                |
|              |              |                                                            |                        | |
| 1945         | 1954 (décès) | Joseph Croissant (1896-1954)                               | MRP                    | Négociant à Scaër Vice-président du conseil général (1951-1954) |
| 4 avril 1954 | 1970         | Pierre Le Bourhis                                          | RPF puis UNR puis UDR  | Agriculteur |
| 1970         | 1976         | Christophe Poulichet                                       | PCF                    | Commerçant Maire de Scaër (1969-1983) |
| 1976         | 1982         | Pierre Fiche (1926-2000)                                   | Centriste              | Employé de banque, Scaër |
| 1982         | 1994         | Louis Nicolas                                              | PS                     | Pisciculteur Maire de Scaër (1983-1989) |
| 1994         | 2001         | François Bleuzen                                           | UDF-CDS                | Agriculteur Maire de Scaër (1989-1995 et 2001-2004) |
| 2001         | 2008         | Jeanne-Yvonne Triché                                       | UDF puis UMP           | Agricultrice Maire de Scaër (2004-2008) |
| 2008         | 2015         | Joël Derrien                                               | PS                     | Enseignant Maire de Saint-Thurien (1983-2014) |

sources : https://scaerunelonguehistoire.blogspot.com/2020/04/le-canton-de-scaer.html

### Conseillers d'arrondissement (de 1833 à 1940)
Le canton de Scaër avait deux conseillers d'arrondissement.
| Période                                  | Période | Identité                     | Étiquette           | Qualité |
| ---------------------------------------- | ------- | ---------------------------- | ------------------- | --- |
| 1833                                     | 1842    | René Daniel                  |                     | Notaire royal, propriétaire à Querrien                                                                      |
| 1833                                     | 1839    | Louis Le Flécher (1788-1865) |                     | Cultivateur à Querrien                                                                                      |
| 1839                                     | 1848    | Georges Mathieu Sinquin      |                     | Greffier de la justice de paix à Scaër                                                                      |
| 1842                                     | 1848    | François Cadic               |                     | Cultivateur à Querrien                                                                                      |
|                                          |         |                              |                     | |
| 1886                                     | 1898    | Joseph Croissant             | Républicain         | |
| 1886                                     | 1898    | Lucas Pilorgé                |                     | Maire de Querrien (1892-1896)                                                                               |
| 1898                                     | 1910    | Louis Yvon                   | Radical             | Propriétaire, adjoint au maire de Scaër                                                                     |
| 1898                                     | 1910    | Alain Huon                   | Radical             | Propriétaire à Querrien                                                                                     |
| 1910                                     | 1919    | Louis Le Bihan               | Républicain libéral | Conseiller municipal de Scaër, Président du Conseil d'arrondissement                                        |
| 1910                                     | 1919    | Yves Le Gallic               | Républicain libéral | Maire de Querrien (1908-1919)                                                                               |
| 1919                                     | 1940    | Joseph-Henri Croissant       | Radical puis RG     | Négociant, agriculteur, maire de Scaër                                                                      |
| 1919                                     | 1931    | Pierre Guillemot             | Républicain         | |
| 1931                                     | 1940    | Alexis Rannou                | Radical             | Maire de Querrien (1935-1944)                                                                               |
| 1940                                     |         |                              |                     | Les conseils d'arrondissement ont été suspendus par la loi du 12 octobre 1940 et n'ont jamais été réactivés |
| Les données manquantes sont à compléter. |         |                              |                     | |

## Démographie
| 1962   | 1968   | 1975  | 1982  | 1990  | 1999  | 2006  | 2011  | 2012  |
| ------ | ------ | ----- | ----- | ----- | ----- | ----- | ----- | ----- |
| 10 749 | 10 171 | 9 381 | 8 652 | 8 088 | 7 706 | 7 651 | 8 046 | 8 100 |